# 吉安市

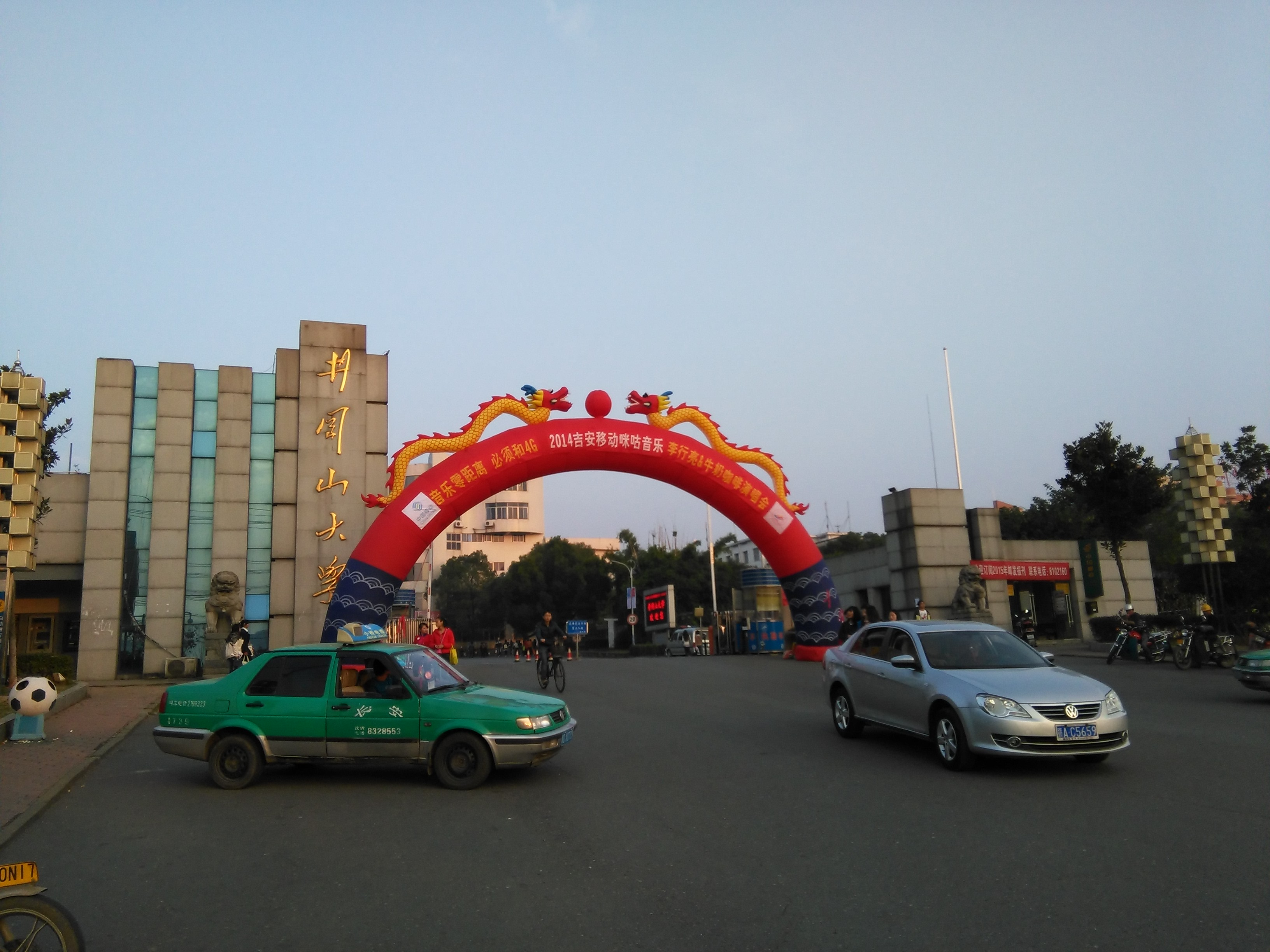
井岡山大学

吉安市（きつあんし）は、中華人民共和国の江西省に位置する地級市。

## 地理
江西省の中西部に位置し、萍郷市、宜春市、新余市、撫州市、贛州市、湖南省に接する。

## 歴史
2002年に吉安市の設立。

## 行政区画
2市轄区・1県級市・10県を管轄下に置く。
- 市轄区：
  - 吉州区・青原区
- 県級市：
  - 井岡山市
- 県：
  - 吉安県・吉水県・峡江県・新幹県・永豊県・泰和県・遂川県・万安県・安福県・永新県

| 吉安市の地図                                                                                     |
| ------------------------------------------------------------------------------------------------ |
| 吉州区 青 原 区 吉安県 吉水県 峡江県 新幹県 永 豊 県 泰和県 遂川県 万安県 安福県 永新県 井岡山市 |

### 年表
この節の出典

#### 贛西南行政区吉安専区
- 1949年10月1日 - 中華人民共和国江西省贛西南行政区吉安専区が成立。吉安県・万安県・吉水県・永豊県・蓮花県・峡江県・安福県・泰和県・永新県・遂川県・寧岡県が発足。(11県)
- 1950年11月23日 - 吉安県の一部が分立し、吉安市が発足。(1市11県)
- 1951年8月9日 - 贛西南行政区吉安専区が吉安専区に改称。

#### 吉安専区(1951年-1968年)
- 1952年10月8日 - 南昌専区新淦県を編入。(1市12県)
- 1953年12月 - 湖南省湘南行政区桂東県の一部が遂川県に編入。(1市12県)
- 1957年2月9日 - 新淦県が新幹県に改称。(1市12県)
- 1957年9月23日 - 遂川県の一部が湖南省郴県専区桂東県に編入。(1市12県)
- 1958年12月18日 - 吉安県が吉安市に編入。(1市11県)
- 1958年12月20日 - 寧岡県が永新県に編入。(1市10県)
- 1959年7月1日 - 永新県・遂川県の各一部が合併し、省直轄県級行政区の井岡山管理局となる。(1市10県)
- 1960年1月7日 - 井岡山管理局を編入。(1市11県)
  - 井岡山管理局が県制施行し、寧岡県となる。
- 1961年12月6日 - 寧岡県の一部が分立し、省直轄県級行政区の井岡山管理局となる。(1市11県)
- 1965年11月23日 - 井岡山管理局が寧岡県に編入。(1市11県)
- 1968年2月5日 - 吉安専区が井岡山地区に改称。

#### 井岡山地区(1971年-1979年)
- 1978年7月5日 - 寧岡県の一部が分立し、省直轄県級行政区の井岡山となる。(1市11県)
- 1979年3月3日 - 吉安市の一部が分立し、吉安県が発足。(1市12県)
- 1979年7月10日 - 井岡山地区が吉安地区に改称。

#### 吉安地区(1979年-2000年)
- 1981年10月22日 - 井岡山を編入。(1市13県)
  - 井岡山が県制施行し、井岡山県となる。
- 1984年12月13日 - 井岡山県が市制施行し、井岡山市となる。(2市12県)
- 1986年8月13日 - 泰和県の一部が万安県に編入。(2市12県)
- 1987年3月17日 - 万安県の一部が泰和県に編入。(2市12県)
- 1987年4月5日 - 吉安県・吉水県の各一部が吉安市に編入。(2市12県)
- 1992年6月20日 - 蓮花県が萍郷市に編入。(2市11県)
- 2000年5月11日 - 吉安地区が地級市の吉安市に昇格。

#### 吉安市
- 2000年5月11日 - 吉安地区が地級市の吉安市に昇格。(2区1市10県)
  - 吉安市・吉安県の各一部が合併し、吉州区が発足。
  - 吉安市の残部および吉安県・吉水県の各一部が合併し、青原区が発足。
  - 寧岡県・井岡山市が合併し、井岡山市が発足。
- 2019年12月13日 - 泰和県の一部が井岡山市に編入。(2区1市10県)

## 交通

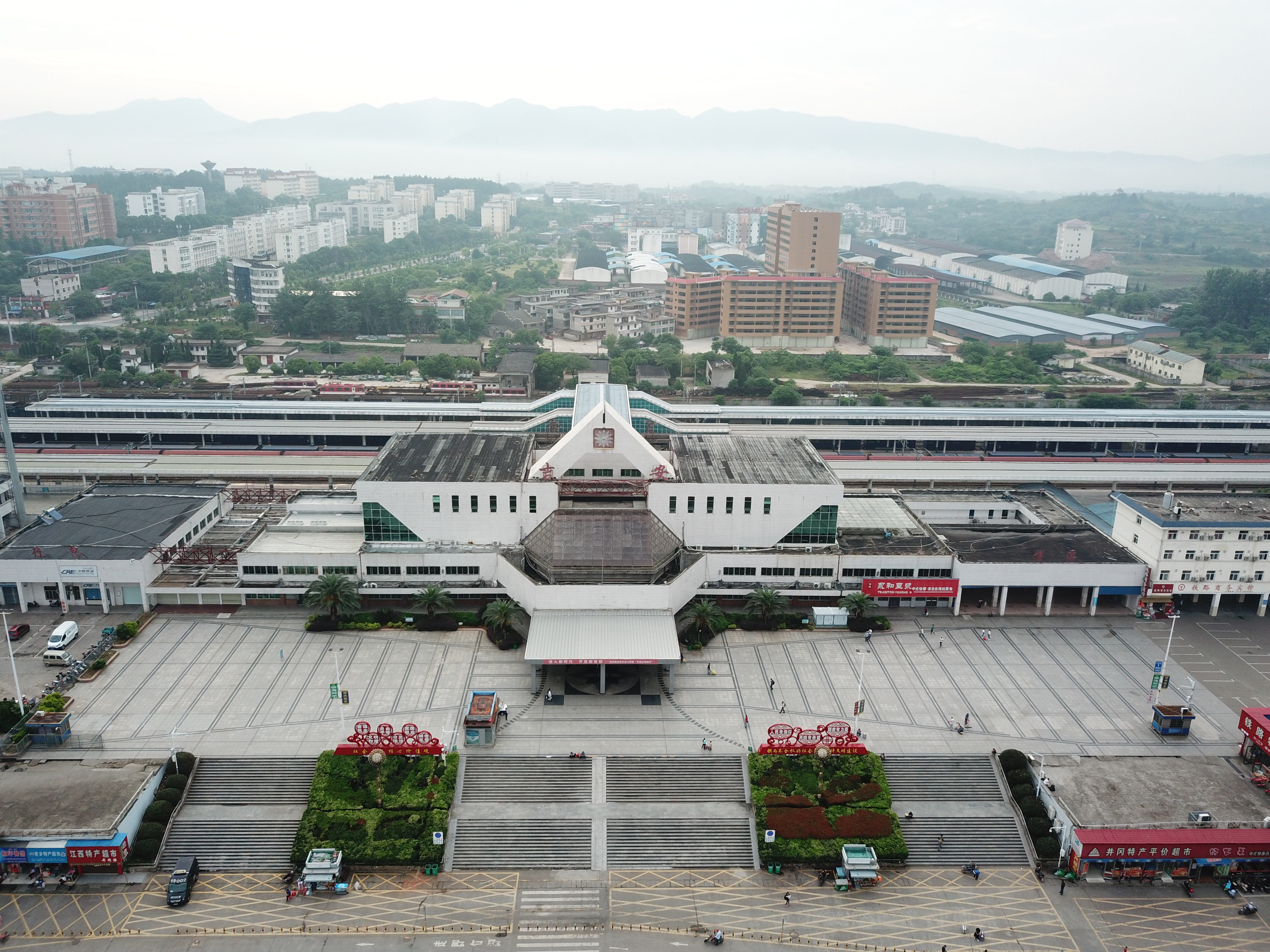
京九線吉安駅

### 航空
- 井岡山空港

### 鉄道
- 中国国家鉄路集団
  - 昌贛旅客専用線
  - 京九線
  - 吉衡線

### 道路
- 高速道路
  - 大広高速道路
  - 泉南高速道路
  - 南韶高速道路
  - S42 東昌高速道路
  - S46 撫吉高速道路
  - 泰井高速道路
  - 樟吉高速道路
- 国道
  - G105国道
  - G220国道
  - G319国道
  - G322国道

## 健康・医療・衛生
- 吉安市中心人民医院
- 吉安市第一人民医院
- 吉安市中医院
- 井岡山市第二人民医院（井岡山市）
- 吉安県人民医院（吉安県）
- 新幹県人民医院（新幹県）
- 永豊県人民医院（永豊県）
- 峡江県人民医院（峡江県）
- 吉水県人民医院（吉水県）
- 泰和県人民医院（泰和県）
- 万安県人民医院（万安県）
- 遂川県人民医院（遂川県）
- 安福県人民医院（安福県）
- 永新県人民医院（永新県）